# 歯科大学
歯科大学（しかだいがく）は、歯学に関する研究・教育を行い、歯科医療従事者を養成するための課程としての歯学部だけの単科大学。
なお、歯科大学の内容説明（概要・大学一覧など）に関しては大学歯学部の項目と重複する部分も多いため、当該項目を参照のこと。

## 日本

### 「旧六」と旧制歯科医学専門学校

#### 「旧六」歯科大学
旧六（きゅうろく）とは終戦時に存在していた旧制歯科医学専門学校のうち、戦後直後に廃校にならずに大学に昇格した6歯科大学をいう。すなわち現在の東京歯科大学、日本歯科大学、日本大学歯学部、大阪歯科大学、九州歯科大学、東京科学大学歯学部である。このうち九州歯科大学以外はGHQによりA級判定となり、旧制大学に昇格し、学制改革により新制大学に切り替わった。九州歯科大学はB級判定であったので旧制大学への昇格が認められず、新制大学として設置申請を行い、認められた。

#### 前身歯科医専の一覧
官立の東京高等歯科医学校を除きすべて私立であることが特徴である。また、設立年月はすべて専門学校令による学校の設立。
- 私立東京歯科医学専門学校（1907年9月設立・現東京歯科大学）
- 私立日本歯科医学専門学校（1909年8月設立・現日本歯科大学）
- 私立東洋歯科医学専門学校（1916年5月設立・現日本大学歯学部）
- 私立大阪歯科医学専門学校（1917年9月設立・現大阪歯科大学）
- 私立九州歯科医学専門学校（1921年7月設立・福岡県に移管され、現九州歯科大学）
- 官立東京高等歯科医学校（1928年10月設立・現東京科学大学歯学部）

### 歯科医師養成課程（ex.歯学部歯学科）
（* 1965年までに設置されていた大学）

（★ 旧六→旧制歯科医学専門学校）
- 国立大学法人・公立大学法人
  - 北海道大学
  - 東北大学 *
  - 東京科学大学 *★
  - 新潟大学 *
  - 大阪大学 *
  - 岡山大学
  - 広島大学 *
  - 徳島大学
  - 九州大学
  - 長崎大学
  - 鹿児島大学
  - 九州歯科大学 *★

- 私立大学
  - 北海道医療大学
  - 岩手医科大学 *
  - 奥羽大学
  - 明海大学
  - 昭和大学
  - 東京歯科大学 *★
  - 日本大学（歯学部 *★、松戸歯学部）
  - 日本歯科大学（生命歯学部 *★、新潟生命歯学部）
  - 神奈川歯科大学 *
  - 鶴見大学
  - 松本歯科大学
  - 朝日大学
  - 愛知学院大学 *
  - 大阪歯科大学 *★
  - 福岡歯科大学

## 米国
アメリカには2014年1月現在、65の歯科大学（プエルトリコの1校を含む）があり、州立校が40校、私立校が20校、州から援助を受けて運営されている私立校が5校である。